# Regina Maria (companie)
Rețeaua privată de sănătate Regina Maria este o companie românească privată, furnizoare de servicii medicale. A fost fondată de doctorul cardiolog Wargha Enayati, în anul 1995, sub denumirea de Centrul Medical Unirea, însă în 2011, prin fuziunea cu Euroclinic, a luat numele actual. La data de ianuarie 2014, își desfășura activitatea în 33 de locații proprii (în București și în țară) și în peste 180 de clinici partenere.

## Istoric
În anul 1995, Wargha Enayati, specialist în cardiologie, a deschis un cabinet de cardiologie într-un apartament din Piața Unirii. Însă abia în 1999 a fost inaugurat oficial primul sediu al Centrului Medical Unirea, cu specialități multiple – CMU Unirea, iar în 2001 au fost deschise două clinici noi – CMU Enescu și CMU Opera Center.
În anul 2004 a fost deschisă Clinica pentru femei – CMU Arcul de Triumf.
În 2005 au fost deschise trei policlinici noi: CMU Charles de Gaulle, CMU Bucharest Business Park și CMU Iride. În plus, în 2005 au fost inaugurate propria Clinică de Chirurgie, dar și colaborarea în domeniul public-privat Maternitatea CMU Elias.
În 2006 CMU a inițiat un proces de atragere de investiții, finalizat în februarie 2007, când gigantul de investiții 3i Plc a preluat o participare minoritară în CMU.
În 2008 CMU s-a extins în afara Bucureștiului, prin achiziționarea Centrului Medical Moților, deținător a două clinici medicale în Cluj-Napoca. Au urmat Avamedica, 3 clinici medicale în Constanța, unde preluarea a fost urmată de construirea unui nou Centru de Diagnostic și Tratament. Tot în 2008 au deschis CMU Kids, prima clinică de pediatrie dedicată copiilor, Centrul de Diagnostic și Tratament și Spitalul de Obstetrică și Ginecologie Regina Maria.
În 2009 a continuat seria extinderilor cu CMU Ploiești, și doi noi clinici CMU în București, depășind numărul de 75.000 arondați.
În 2010 Advent International a preluat o participație majoritară de 80% la CMU, valoarea tranzacției depășind 40 de milioane de euro. La finalul anului, la 15 ani de la deschiderea oficială, CMU ajunsese la peste 90.000 de abonați corporatiști și circa 30.000 de clienți individuali.
Tot în anul 2010, doctorul Wargha Enayati și soția sa, Mitra Enayati, au pus bazele Fundației Regina Maria, o organizație non-profit ce oferă asistență medicală integrată gratuită persoanelor fără venit și fără asigurare medicală din București.
În 2011 CMU și Euroclinic s-au unit sub numele Regina Maria, Rețeaua privată de sănătate. În urma schimbării mărcii, numele Maternității Regina Maria s-a modificat în Regina Maria – Spital de obstetrică și ginecologie, CMU Kids a devenit Regina Maria – Policlinica pentru copii, iar Spitalul Euroclinic, Regina Maria – Spitalul Euroclinic. De asemenea, Stem-Health Unirea a devenit integral parte din rețeaua privată de sănătate sub denumirea de Banca Centrală de Celule Stem Regina Maria, în timp ce rețeaua proprie de laboratoare s-a numit Divizia Laboratoare Clinice Regina Maria. Pentru Regina Maria, 2011 a fost un an de extindere puternică, printre proiecte numărându-se deschiderea unei clinici în mallul Sun Plaza și alte unități în zonele Floreasca și Lujerului, toate în București.
Tot în 2011, în luna iunie, Fundația Regina Maria a înființat în București Policlinica Socială Regina Maria, care oferă lunar asistență medicală gratuită pentru aproximativ 350 de pacienți neasigurați.
La sfârșitul anului 2012, Regina Maria a ajuns la un număr de 160 000 de clienți corporatiști.
În 2013 Rețeaua privată de sănătate Regina Maria a deschis cea de-a 19-a policlinică din rețea la Pitești. Valoarea totală a investiției a ajuns la 300 000 de euro. 
În 2014, Fundația Regina Maria a deschis cea de-a doua Policlinică Socială din România.
Fondul de investiții Mid Europa a achiziționat pachetele de acțiuni deținute de Advent International și Wargha Enayati în 2015. În 2025, pachetul întreg de acțiuni a fost vândut grupei Mehiläinen din Finlanda.

## Nume
Compania a fost numită după Regina Maria a României. Născută Maria Alexandra Victoria, Prințesă de Edinburgh, nepoată a Reginei Victoria a Marii Britanii și a Țarului Alexandru al II-lea al Rusiei, aceasta a devenit la vârsta de 17 ani consoarta prințului moștenitor Ferdinand al României, pentru ca apoi, în 1914, să devină regină. În timpul Primului Război Mondial, aceasta și-a dedicat cu generozitate timpul și energia bolnavilor și muribunzilor. Activitatea ei de soră de caritate în spitalele militare a făcut să fie numită în popor „mama răniților”.

## Cifra de afaceri
- 2013: a înregistrat în primul trimestru o creștere de 20% comparativ cu același interval din 2012.[18]
- 2012: 50 milioane euro[19]
- 2011: 27 milioane euro[11]
- 2010: 30 milioane euro[20]
- 2009: 16,4 milioane euro[21]
- 2008: 10,9 milioane euro[21]
- 2007: 8 milioane euro[22]

## Număr de angajați
În anul 2011, Rețeaua privată de sănătate Regina Maria avea peste 1000 de medici permanenți. Până la sfârșitul anului 2011 se preconiza că va ajunge la 1.300 – 1.400 de medici. Separat, personalul administrativ era format din câteva sute de persoane.

## Locații
Rețeaua privată de sănătate Regina Maria operează în 18 policlinici, 5 spitale, 3 Campusuri Medicale și peste 141 de clinici partenere în toată țara.

### București
- Policlinica Floreasca
- Policlinica Sema Park
- Policlinica Sun Plaza
- Policlinica Pipera
- Policlinica Aviației
- Policlinica Băneasa
- Policlinica Bucharest Business Park
- Policlinica Dorobanți
- Policlinica Cotroceni
- Policlinica Lujerului
- Policlinica Opera
- Policlinica Enescu
- Spitalul Euroclinic
- Spitalul Băneasa

### Cluj-Napoca
- Policlinica E Grigorescu
- Policlinica Observatorului
- Spitalul Regina Maria Cluj-Napoca

### Constanța
- Policlinica Constanța

### Brașov
- Spitalul de obstetrică-ginecologie și pediatrie

### Bacău
- Policlinica Campus Medical Bacău

### Pitești
Ploiești